# Castell de Miralles (Vilajuïga)
Castell de Miralles és una ruïna al terme de Vilajuïga (l'Alt Empordà) declarada bé cultural d'interès nacional. Situades damunt del cim del turó acinglerat de la Roca de Miralles o Roca Pujolar, penya abrupta unida a la serra per un collet, en el punt de confluència entre els termes municipals de Vilajuïga, Llançà i el Port de la Selva.
Els vestigis conservats són minsos i es concentren a la part de ponent del replà superior del turó. Destaquen les restes d'una torre bastida amb pedres lligades amb morter, de la que només es conserva una mínima part del fonament i una banqueta de contenció. A mitjans del segle xx, damunt les restes, s'hi va construir un búnquer de formigó, mig soterrat i camuflat amb un folrat de pedres de la pròpia fortificació. A la part de llevant de la torre s'observa una feixa feta amb pedres i fang. També es distingeixen les restes de dos antics edificis, actualment coberts per un gran enderroc, bastits en pedra seca i amb algunes restes d'opus spicatum. Malgrat tot, sembla probable que aquestes restes no estiguin relacionades amb les funcions defensives del castell ni amb el mateix edifici. També es documentaren rastres de ceràmica romana que fan pensar que hi havia un assentament anterior.

## Història
El castell de Miralles és una fortificació alt-medieval, bastida segurament abans de la dominació sarraïna, que caigué en desús i va perdre la seva utilitat defensiva després del segle xi. A partir d'aquest moment sols es menciona com a topònim.
La fortalesa és documentada per primera vegada vers el 926, en una donació que Tassi i la seva muller feren al monestir de Sant Pere de Rodes. Vora el 974 es tornà a mencionar, juntament amb l'església de Sant Pere, en una altra donació de Gausfred comte d'Empúries-Rosselló al cenobi mencionat.
Els rastres de ceràmica romana fan pensar que hi havia un assentament anterior. Igualment les restes d'opus spicatum en alguns paraments, indica que possiblement hi hagués una assentament visigòtic anterior.